# Cyriogonus lactifer
Cyriogonus lactifer là một loài nhện trong họ Thomisidae.
Loài này thuộc chi Cyriogonus. Cyriogonus lactifer được Eugène Simon miêu tả năm 1886.